# Sonate pour piano no 27 de Beethoven
Pour les articles homonymes, voir Sonate pour piano (homonymie).
La Sonate pour piano no 27 en mi mineur, op. 90, de Ludwig van Beethoven, a été composée en 1814 et publiée en juin 1815 avec une dédicace au comte Moritz Lichnowsky.
Sa composition est postérieure de près de cinq ans à celle de sa Sonate « Les Adieux ».
Beethoven la composa pour Moritz Lichnowsky en l'honneur du mariage de ce dernier, le premier mouvement devant illustrer le débat entre « la tête et le cœur » et le second mouvement une « conversation avec sa bien-aimée », au style très schubertien.

## Mouvements

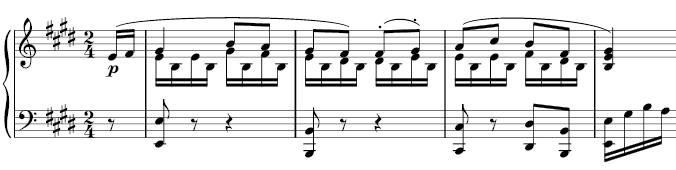
Sonate pour piano n° 27 : Second mouvement, premières mesures

Elle comprend deux mouvements, intitulés pour la première fois en allemand, et son exécution dure environ quinze minutes. 

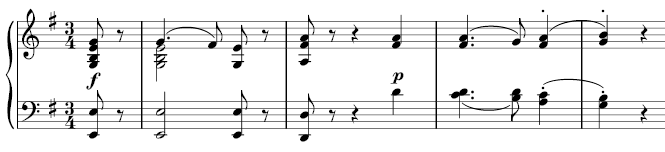
Premières mesures du 1er mouvement

- Mit Lebhaftigkeit und durchaus mit Empfindung und Ausdruck – (Avec vivacité et d'un bout à l'autre avec sentiment et expression)Premières mesures du 1er mouvementLa tonalité de mi mineur, est la plus fréquemment employée pour ce mouvement tourmenté.
- Nicht zu geschwind und sehr singbar vorgetragen – (À jouer sans trop de vélocité et très chantant)

Cette pièce contraste de beaucoup avec le caractère austère du premier mouvement, et se déploie en mi majeur, avec quelques modulations. La nuance "dolce" apparaît à plusieurs reprises.